# مک‌هنری (مریلند)
مک‌هنری (به انگلیسی: McHenry) یک منطقهٔ مسکونی در ایالات متحده آمریکا است که در شهرستان گرت، مریلند واقع شده‌است. مک‌هنری ۷۵۵٫۹۱ متر بالاتر از سطح دریا واقع شده‌است.